# Lakewood (New York)
Pour les articles homonymes, voir Lakewood.
Lakewood est un village situé dans le comté de Chautauqua, dans l' État de New York, aux États-Unis. En 2020, il comptait une population de 2 993 habitants, estimée au 1er juillet 2021 à 2 973 habitants.

## Démographie
Lors du recensement de 2020, le village comptait une population de 2 993 habitants. Elle est estimée, en 2021, à 2 973 habitants.